# Aleš Černý
Aleš Černy (ur. 24 czerwca 1982 w Przybramiu) – czeski hokeista.

## Kariera klubowa
- HC Kladno (1998–2000)
- HK Kralupy (1999)
- Swift Current Broncos (2000–2002)
- HC Havířov (2002–2003)
- Slavia Třebíč (2003–2004)
- Berounští Medvědi (2004–2005)
- HK Klatovy (2004–2005)
- HC Hradec Králové (2005–2006)
- HC Milevsko (2006)
- Cracovia (2006–2008)
- HC Jablonec (2008–2009)
- Mont-Blanc (2009–2010)
- Scorpions de Mulhouse (2010–2013)
- Nice (2013-2014)
- Ferencvárosi TC (2014-2015)
- Neuilly-sur-Marne (2015-2016)